# کیانان بویای اند میاو
کیانان بویای اند میاو (به لاتین: Qiannan Buyei and Miao Autonomous Prefecture) یک سکونتگاه مسکونی در جمهوری خلق چین است که در گوئیژو واقع شده‌است.

## خصوصیات
کیانان بویای اند میاو ۲۶٬۲۰۷ کیلومترمربع مساحت و ۳٬۵۶۹٬۸۴۷ نفر جمعیت دارد.